# Décès en 850
Décès
- 846
- 847
- 848
- 849
- 850
- 851
- 852
- 853
- 854

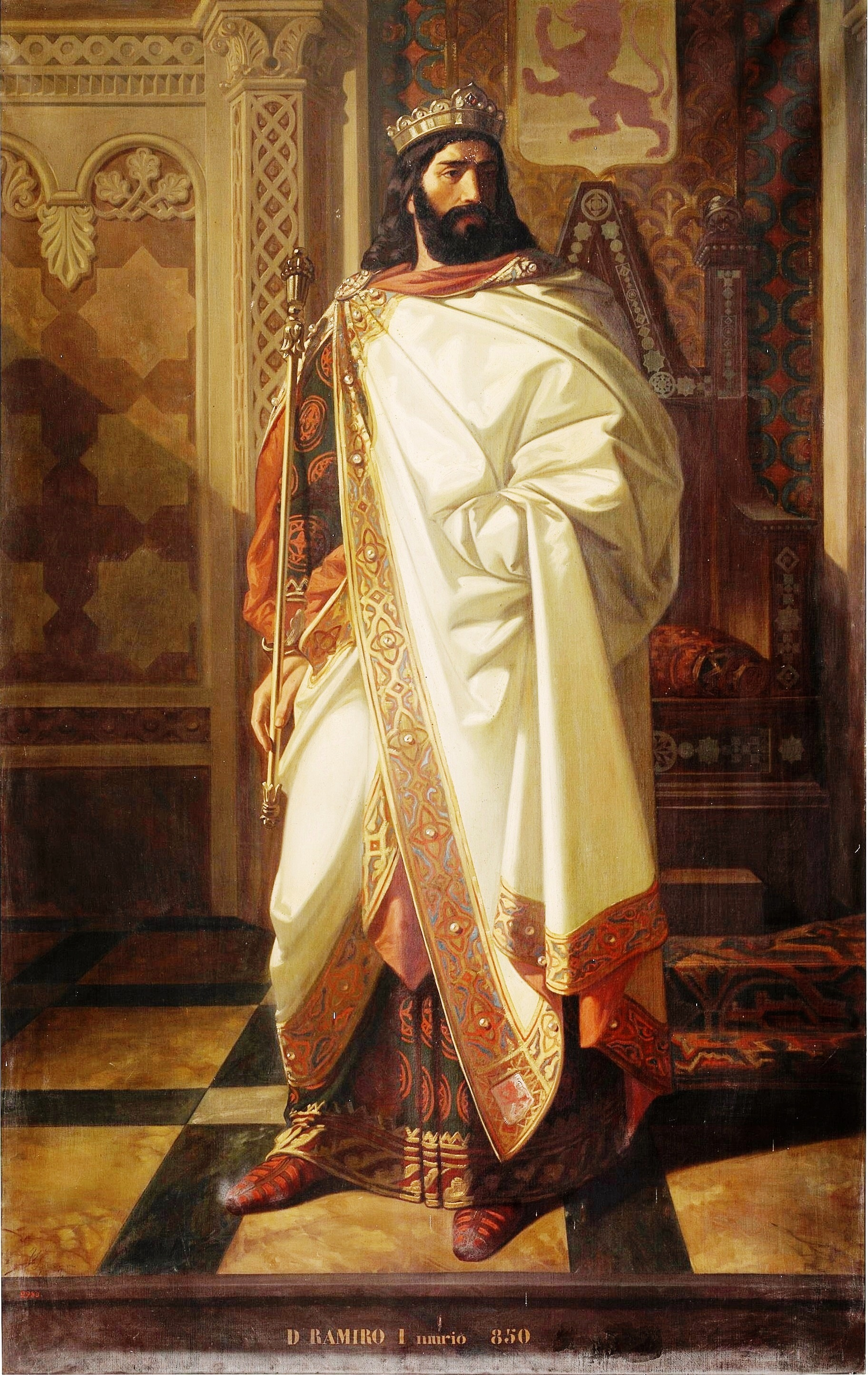
Ramire Ier mort en 850.

Cette page dresse une liste de personnalités mortes au cours de l'année 850 :
- 1er février : Ramire Ier, roi des Asturies.
- 18 avril : Perfectus, prêtre et martyr chrétien de Cordoue.
- 6 mai : Ninmyō, 54e empereur du Japon.
- 17 juin : Tachibana no Kachiko, impératrice japonaise.

- Amalaire de Metz ou Amalarius, moine bénédictin, écolâtre à la cour d'Aix-la-Chapelle, puis archevêque de Trèves.
- Guillaume de Septimanie, comte de Toulouse, de Bordeaux et duc de Gascogne, comte de Barcelone et d'Empúries.
- Hetton de Trèves, évêque de Trèves.
- Ishaq al-Mawsili, musicien perse.
- Huangbo Xiyun, grand maître bouddhiste de l'école Chan.

date incertaine (vers 850)
- Al-Khawarizmi, mathématicien persan d'expression arabe.

## Crédit d'auteurs
- Cet article est partiellement ou en totalité issu de l'article intitulé « 850 » (voir la liste des auteurs).